# 土佐潯鱈
土佐潯鱈，為輻鰭魚綱鱈形目稚鱈科的其中一種，分布於西北太平洋日本土佐灣海域，為亞熱帶海水魚，棲息在淺水域，生活習性不明。